# Prix Herbert-von-Karajan des jeunes chefs d'orchestre
Pour les articles homonymes, voir Karajan (homonymie).
Le prix Herbert-von-Karajan des jeunes chefs d'orchestre, également connu internationalement comme Herbert von Karajan Young Conductors Award (YCA), est un prix musical destiné aux jeunes chefs d'orchestre, décerné lors du Festival de Salzbourg.

## Présentation
Créé en 2010 comme Nestlé and Salzburg Festival Young Conductors Award, le prix est nommé en l'honneur d'Herbert von Karajan en 2021.
Le prix Herbert-von-Karajan des jeunes chefs d'orchestre s'adresse aux chefs du monde entier âgés de plus de 21 ans et de moins de 35 ans. Le concours, désormais bisannuel, est organisé par le Festival de Salzbourg et l'Institut Eliette et Herbert von Karajan,.
Huit demi-finalistes sont sélectionnés et auditionnés, puis trois finalistes sont retenus. Les finalistes dirigent chacun un concert d'une heure dans le cadre du Festival avec la Camerata de Salzbourg, dans un programme choisi en collaboration avec le Festival, intégrant une pièce de musique contemporaine. Le lauréat est désigné à l'issue du dernier concert et reçoit 15 000 € ainsi qu'une invitation à diriger lors de l'édition suivante du Festival,,.

## Lauréats
- 2010 : David Afkham[7],[8]
- 2011 : Ainārs Rubikis[8]
- 2012 : Mirga Gražinytė-Tyla[8]
- 2013 : Ben Gernon[8]
- 2014 : Maxime Pascal[9],[8]
- 2015 : Lorenzo Viotti[10]
- 2016 : Aziz Shokhakimov (en)[11]
- 2017 : Kerem Hasan[12]
- 2018 : Gábor Káli[13]
- 2021 : Joel Sandelson (en)[14],[2]
- 2023 : Hankyeol Yoon[15],[16]
- 2025 : Christian Blex[17],[18]